# Saison 2013-2014 des Pistons de Détroit
La saison 2013-2014 des Pistons de Détroit est la 73e saison de la franchise, la 66e au sein de la National Basketball Association (NBA) et la 57e dans la ville de Détroit.
Durant l'intersaison, les Pistons ont acquis Maurice Cheeks comme entraîneur principal, mais il fut remplacé pendant la mi-saison par John Loyer. À la fin de la saison, Chauncey Billups a pris sa retraite et Joe Dumars a quitté son poste de manager général après 15 saisons.

## Draft
| Tour | Choix | Joueur                   | Poste | Nationalité | Provenance  |
| ---- | ----- | ------------------------ | ----- | ----------- | ----------- |
| 1    | 8     | Kentavious Caldwell-Pope | SG    | États-Unis  | Georgia     |
| 2    | 37    | Tony Mitchell            | PF    | États-Unis  | North Texas |
| 2    | 56    | Peyton Siva              | PG    | États-Unis  | Louisville  |

## Classements de la saison régulière
| Conférence Est | Conférence Est         | Conférence Est | Conférence Est | Conférence Est | Conférence Est | Conférence Est | Conférence Est |
| No             | Franchise              | Vic.           | Déf.           | MJ             | % V/D          | RV             |                |
| -------------- | ---------------------- | -------------- | -------------- | -------------- | -------------- | -------------- | -------------- |
| 1              | Pacers de l'Indiana    | 56             | 26             | 82             | 68,30 %        | -              |                |
| 2              | Heat de Miami          | 54             | 28             | 82             | 65,90 %        | 2,0            |                |
| 3              | Raptors de Toronto     | 48             | 34             | 82             | 58,50 %        | 8,0            |                |
| 4              | Bulls de Chicago       | 48             | 34             | 82             | 58,50 %        | 8,0            |                |
| 5              | Wizards de Washington  | 44             | 38             | 82             | 53,70 %        | 12,0           |                |
| 6              | Nets de Brooklyn       | 44             | 38             | 82             | 53,70 %        | 12,0           |                |
| 7              | Bobcats de Charlotte   | 43             | 39             | 82             | 52,40 %        | 13,0           |                |
| 8              | Hawks d'Atlanta        | 38             | 44             | 82             | 46,30 %        | 18,0           |                |
|                |                        |                |                |                |                |                |                |
| 9              | Knicks de New York     | 37             | 45             | 82             | 45,10 %        | 19,0           |                |
| 10             | Cavaliers de Cleveland | 33             | 49             | 82             | 40,20 %        | 23,0           |                |
| 11             | Pistons de Détroit     | 29             | 53             | 82             | 35,40 %        | 27,0           |                |
| 12             | Celtics de Boston      | 25             | 57             | 82             | 30,50 %        | 31,0           |                |
| 13             | Magic d'Orlando        | 23             | 59             | 82             | 28,00 %        | 33,0           |                |
| 14             | 76ers de Philadelphie  | 19             | 63             | 82             | 23,20 %        | 37,0           |                |
| 15             | Bucks de Milwaukee     | 15             | 67             | 82             | 18,30 %        | 41,0           |                |

| Division Centrale   | V  | D  | MJ | % V/D   | GB   | Dom   | Ext   | Div  | Conf  |
| ------------------- | -- | -- | -- | ------- | ---- | ----- | ----- | ---- | ----- |
| Pacers de l'Indiana | 56 | 26 | 82 | 68,30 % | -    | 35-6  | 21-20 | 12-4 | 38-14 |
| Bulls de Chicago    | 48 | 34 | 82 | 58,50 % | 8,0  | 27-14 | 21-20 | 11-5 | 35-17 |
| Cleveland Cavaliers | 33 | 49 | 82 | 40,20 % | 23,0 | 19-22 | 14-27 | 7-9  | 21-31 |
| Pistons de Détroit  | 29 | 53 | 82 | 35,40 % | 27,0 | 17-24 | 12-29 | 6-10 | 23-29 |
| Bucks de Milwaukee  | 15 | 67 | 82 | 18,30 % | 41,0 | 10-31 | 5-36  | 4-12 | 12-40 |

## Effectif
| Effectif des Pistons de Détroit 2013-2014 |
| --- |
| 0 Andre Drummond • 1 Chauncey Billups • 3 Rodney Stuckey • 5 Kentavious Caldwell-Pope • 6 Josh Smith • 7 Brandon Jennings • 9 Tony Mitchell • 10 Greg Monroe (C) • 12 Will Bynum • 13 Luigi Datome • 25 Kyle Singler • 31 Charlie Villanueva • 33 Jonas Jerebko • 34 Peyton Siva • 55 Josh HarrellsonEntraîneur : John Loyer |

## Statistiques
| Joueur                   | MJ | MC | MPG  | FG%  | 3P%   | FT%  | RPG  | APG | SPG  | BPG  | PPG  |
| ------------------------ | -- | -- | ---- | ---- | ----- | ---- | ---- | --- | ---- | ---- | ---- |
| Josh Smith               | 77 | 76 | 35.5 | .419 | .264  | .532 | 6.8  | 3.3 | 1.36 | 1.43 | 16.4 |
| Brandon Jennings         | 80 | 79 | 34.1 | .373 | .337  | .751 | 3.1  | 7.6 | 1.26 | .10  | 15.5 |
| Greg Monroe              | 82 | 82 | 32.8 | .497 | .000  | .657 | 9.3  | 2.1 | 1.11 | .57  | 15.2 |
| Rodney Stuckey           | 73 | 5  | 26.7 | .436 | .273  | .836 | 2.3  | 2.1 | .74  | .14  | 13.9 |
| Andre Drummond           | 81 | 81 | 32.3 | .623 | .000  | .418 | 13.2 | .4  | 1.25 | 1.62 | 13.5 |
| Kyle Singler             | 82 | 36 | 28.5 | .447 | .382  | .826 | 3.7  | .9  | .74  | .46  | 9.6  |
| Will Bynum               | 56 | 3  | 18.8 | .428 | .323  | .802 | 1.8  | 3.9 | .70  | .13  | 8.7  |
| Kentavious Caldwell-Pope | 80 | 41 | 19.8 | .396 | .319  | .770 | 2.0  | .7  | .94  | .15  | 5.9  |
| Charlie Villanueva       | 20 | 0  | 9.0  | .380 | .250  | .571 | 1.7  | .3  | .20  | .25  | 4.6  |
| Jonas Jerebko            | 64 | 0  | 11.6 | .471 | .419  | .729 | 2.7  | .6  | .33  | .09  | 4.2  |
| Chauncey Billups         | 19 | 7  | 16.3 | .304 | .292  | .833 | 1.5  | 2.2 | .42  | .05  | 3.8  |
| Josh Harrellson          | 32 | 0  | 9.9  | .463 | .387  | .714 | 2.4  | .5  | .19  | .47  | 2.9  |
| Luigi Datome             | 34 | 0  | 7.0  | .351 | .179  | .800 | 1.4  | .3  | .18  | .03  | 2.4  |
| Peyton Siva              | 24 | 0  | 9.3  | .316 | .280  | .733 | .60  | 1.4 | .38  | .04  | 2.3  |
| Tony Mitchell            | 21 | 0  | 3.8  | .417 | 1.000 | .579 | 1.20 | .1  | .29  | .14  | 1.0  |

## Transactions

### Transferts
| 31 juillet | Vers Detroit PistonsBrandon Jennings | Vers Milwaukee BucksBrandon Knight Vyacheslav Kravtsov Khris Middleton |

### Résumé
| Arrivées Via draft - Kentavious Caldwell-Pope - Tony Mitchell - Peyton Siva Via transfert - Brandon Jennings Via free agency - Josh Smith - Chauncey Billups - Luigi Datome - Josh Harrellson | Départs Via transfert - Brandon Knight - Vyacheslav Kravtsov - Khris Middleton Via free agency - José Calderón - Jason Maxiell |

### Agents libres
| Arrivées         | Arrivées   | Arrivées                     |
| Joueur           | Signature  | Ancienne équipe              |
| ---------------- | ---------- | ---------------------------- |
| Josh Smith       | 10 juillet | Atlanta Hawks                |
| Chauncey Billups | 16 juillet | Los Angeles Clippers         |
| Will Bynum       | 16 juillet | Renouvellement de contrat    |
| Luigi Datome     | 16 juillet | Virtus Roma (Italie)         |
| Josh Harrellson  | 21 août    | Chongqing Fly Dragon (Chine) |

| Départs       | Départs     | Départs        | Départs           |
| Joueur        | Motif       | Date de départ | Nouvelle équipe   |
| ------------- | ----------- | -------------- | ----------------- |
| Kim English   | Coupé       | 11 juillet     | Montepaschi Siena |
| José Calderón | Agent libre | 11 juillet     | Dallas Mavericks  |
| Jason Maxiell | Agent libre | 18 juillet     | Orlando Magic     |